# Kanton Ebsdorf
Der Kanton Ebsdorf war eine Verwaltungseinheit im Distrikt Marburg des Departement der Werra im napoleonischen Königreich Westphalen. Sitz der Kantonalverwaltung war der Ort Ebsdorf im heutigen Landkreis Marburg-Biedenkopf.
Der Kanton umfasste 21 Dörfer und Weiler, hatte 5.139 Einwohner und eine Fläche von 2,07 Quadratmeilen.
Zum Kanton gehörten die Kommunen:

- Ebsdorf,
- Bellnhausen,
- Bortshausen mit Frauenberg und Wolfshausen,
- Hachborn,
- Hassenhausen mit Erbenhausen,
- Heskem mit Mölln,
- Leidenhofen,
- Nordeck,
- Oberhausen, Mittelhausen und Unterhausen (heute zusammen Dreihausen),
- Ronhausen,
- Roßberg,
- Sichertshausen,
- Treis,
- Wermertshausen,
- Winnen mit Ilschhausen und dem Hofgut Fortbach.